# ほしのこえ
『ほしのこえ』は、新海誠監督の短編アニメーション映画。2002年2月2日に東京都世田谷区下北沢のミニシアター下北沢トリウッドで公開された。
これまで短編アニメーション作家として活動してきた新海としては初の劇場公開作品にあたる。携帯電話のメールをモチーフに、宇宙に旅立った少女と地球に残った少年の遠距離恋愛を描く。キャッチコピーは、「私たちは、たぶん、宇宙と地上にひきさかれる恋人の、最初の世代だ。」。

## 制作・公開
25分のフルデジタルアニメーションの監督・脚本・演出・作画・美術・編集のほとんどを、新海誠が一人で行なった。制作はさいたま市の武蔵浦和駅付近にあった新海の自宅で行われた。制作環境はPower Mac G4 400MHz、使用されたソフトはAdobe Photoshop 5.0・Adobe After Effects 4.1・LightWave 6.5など。
単館上映の作品であったが、新海が当時の自身のホームページで制作状況や予告編を公開してネット上の口コミで話題を呼び、公開初日には劇場に行列ができた。DVDの売上は2003年8月時点で6万枚以上を記録した。

## あらすじ
2039年、NASAの調査隊が火星のタルシス台地で異星文明の遺跡を発見し、突然現れた地球外知的生命体タルシアンに全滅させられた。この出来事に衝撃を受けた人類は、遺跡から回収したタルシアンのテクノロジーで、タルシアンの脅威に対抗しようとしていた。
2046年、中学3年生の長峰美加子（ミカコ）と寺尾昇（ノボル）は互いにほのかな恋心を抱き、同じ高校への進学を望んでいたが、実はミカコは国際連合宇宙軍のタルシアン調査隊――リシテア艦隊に選抜されていた。翌2047年、4隻の最新鋭戦艦と1000人以上の選抜メンバーからなるリシテア艦隊は地球を離れ、深宇宙に旅立つ。離れ離れになったミカコとノボルは超長距離メールサービスで連絡を取り合うが、艦隊が地球から遠ざかるにつれて、メールの往復にかかる時間も数日、数週間と開いていく。地球に残ったノボルは、次第に大きくなるミカコとのずれにいらだちをつのらせる。
タルシアンの痕跡が見つからないまま半年が経ち、艦隊は冥王星軌道に接近する。ミカコは「このまま何も見つからないで、早く地球に帰れるのがいちばんいい」とノボルへのメールに心情を吐露する。しかしタルシアンが出現し、戦端が開かれる。ミカコも人型機動兵器トレーサーに搭乗して戦闘に加わるが、艦隊は増援のタルシアンから逃れるため、ハイパー・ドライブで1光年先にワープする。ミカコとノボルは瞬時に1年もずれてしまった。さらに、落胆するミカコは艦隊司令部からの通信を聞く。艦隊はこれよりヘリオスフィア・ショートカット・アンカーを経由し、シリウスα・β星系にワープする。飛翔距離は8.6光年。帰りのショートカット・アンカーは見つかっていない。ワープする前、ミカコはノボルに「わたしたちは、宇宙と地上にひきさかれる、恋人みたいだね」というメールをノボルに残した。
シリウス星系に到着した艦隊は、第四惑星アガルタにトレーサー部隊を降下させる。ミカコはアガルタに降り立つと、携帯電話を手にとり、8光年彼方のノボルに届く保証のないメールを打つ。「24歳になったノボルくん、こんにちは！ 私は15歳のミカコだよ。ね、わたしはいまでもノボルくんのこと、すごくすごく好きだよ。」
やがてアガルタ各地にタルシアンが出現し、戦闘が始まる。周回軌道上の艦隊にもタルシアンの群体が接近している。ミカコはトレーサーで周回軌道に急行するが、艦隊は次々に轟沈し、旗艦リシテアにも大型のタルシアンが迫る。リシテアを守るため、ミカコは大型のタルシアンと対峙し、捨て身の攻撃でこれを撃破する。
8年半後の2056年、24歳のノボルは、15歳のミカコからのメールを受け取る。メールの本文はノイズにまみれていたが、ノボルにはミカコの伝えたかったことがわかっていた。

## 登場人物
長峰 美加子（ながみね みかこ）
声 - 篠原美香（オリジナル版） / 武藤寿美（声優版）、演 - 小松未可子 / 根岸愛 / 新垣里沙
本作の主人公「ミカコ」。埼玉県（南浦和駅から武蔵浦和駅の中間付近が度々登場している）の中学3年生。国連宇宙軍のタルシアン調査隊の選抜メンバーとなる。大型機動マシン「トレーサー」のオペレーターとして、宇宙艦〔リシテア〕配属となり、地球を発つ。
寺尾 昇（てらお のぼる）
声 - 新海誠（オリジナル版） / 鈴木千尋（声優版）、演 - 井上正大 / 河原田巧也 / 梅原裕一郎
本作のもう1人の主人公「ノボル」。ミカコとは中学校時代のクラスメイトで、剣道部仲間の友人。ミカコに密かに想いを寄せ、彼女を待ち続けている。
リシテア艦オペレーター声 - Donna Burke

### 小説版のみ
北條 里美（ほうじょう さとみ）
大場版のオリジナルキャラクター。17歳。ミカコと友人になる。
ロコモフ司令官
大場版のオリジナルキャラクター。宇宙艦〔リシテア〕艦長。
高鳥 瑤子（たかとり ようこ）
大場版のオリジナルキャラクター。ノボルの後輩で一時付き合うものの、ノボルの心がミカコにあるのを感じ別れる。
ミカコの従妹
加納版のオリジナルキャラクター。大病を患っている。

### 漫画版のみ
ミワ
ミカコが所属する第八小隊の隊長。
ヒサ
第八小隊に所属。ノボルの進学先で、ミカコが行きたがっていた城北高校の生徒だった。冥王星の戦闘で負傷し地球に帰還した。
真枝 若菜（まえだ わかな）
城北高校の生徒で弓道部員。ノボルと一時付き合うが、ミカコからのメールで宇宙を目指すことを決意したノボルと別れる。

## 用語
タルシアン
2039年1月に人類が初めて接触した地球外知的生命体。火星のタルシス台地で確認されたことからこの名がついたもので、タルシス遺跡を築いたのも彼らだと思われる。「タルシス人」とも呼ばれる。人類に攻撃を行っているが、その意図は不明。
体表は銀色の金属のような質感を持っているが、内部には体組織があり、血液のような赤い液体で満たされている。また、飛行や宇宙空間での戦闘機動なども行うことが可能。トレーサーとほぼ同等の大きさの「小タルシアン」が主だが、戦艦クラスの大きさの「大タルシアン」も存在している。攻撃手段は体当たりのほか、赤色のビームを用いることもある。
2039年以来その存在は観測されていなかったが、タルシス遺跡に残されていた技術は人類の文明を半世紀分以上発展させた。再び人類の前に姿を現したのは2047年8月のことで、冥王星付近でリシテア艦隊が襲撃を受けた。
トレーサー
タルシアンに対抗するために、国連宇宙軍が運用している宇宙空間用汎用兵器（ロボット兵器）。火星探査用の人型探査機を原型としている。動力はタルシス遺跡の技術を応用してDARPAが開発した、ラム駆動を利用した真空エネルギーエンジンで、宇宙空間での活動のほか、大気圏内での飛行も可能である。プロトタイプはJ・ナッコーズらローレンス・リバモア研究所の開発チームの手によって2044年にロールアウトし、現在では国連宇宙軍の主力兵器となっている。
武装は、固定武装として背部バックパックに6連装のミサイルランチャー2基、両腕部にバルカン砲2基、左腕部にビーム・ブレードを備えるほか、ビーム銃（正式名不明）を携行することも可能。また、防御手段として電磁バリアも搭載している。
また、2050年代には次世代トレーサーの開発計画も進行している。
リシテア
国連宇宙軍が運用する恒星間宇宙戦艦（コスモナート）。楔形に近い流線形の艦体を持ち、大気圏内での飛行やハイパードライブを用いた超光速航法を行うことが可能。舷側に格納された多数のビーム砲のほか、トレーサー用のカタパルトを計10基備えている。太陽系外でのタルシアン追跡調査のために編成された「リシテア艦隊」の旗艦であり、リシテア艦隊にはほかに同型艦「エララ」「ヒマリア」「レダ」の3隻（小説版では10隻）が所属している。
なお、艦名は四隻ともヒマリア群に分類される木星の衛星の名から取られている。
ハイパードライブ
タルシス遺跡の技術を元に実用化された超光速（ワープ）技術。制御ワームホールと巨視的量子トンネル効果を用いるもので、2042年に理論物理学者キップ・ソーン（実在）が解析に成功した。1.5光年以内の任意の空間にワープできる。技術が未熟なのか、リシテア艦隊のハイパードライブ装置は一度の使用で破損してしまった（小説版）。
ショートカット・アンカー
銀河系のあちこちに点在するワープポイントのこと。ハイパードライブに依存しない長距離のワープが可能だが、一方通行である。
超光速通信
2050年代時点では未来の技術だが、実用化への道筋はたっているという。

## 制作スタッフ
- 監督・脚本・映像・制作：新海誠
- 音楽：天門
- 主題歌：「THROUGH THE YEARS AND FAR AWAY (HELLO, LITTLE STAR)」
作曲：天門
作詞：K. JUNO
唄：Low（みずさわゆうき）
- 制作・配給：コミックス・ウェーブ

## 受賞
- 第1回新世紀東京国際アニメフェア21 公募部門優秀作品賞アマチュア部門[3]
- 第7回アニメーション神戸 パッケージ部門作品賞[4]
- 第2回日本オタク大賞 「トップをねらえ！」賞
- 第6回文化庁メディア芸術祭アニメーション部門 特別賞[5]
- 第34回星雲賞[6]
  - 映画演劇部門・メディア部門
  - アート部門
- デジタルコンテンツグランプリ2002 エンターテイメント部門・映像デザイン賞
- 第8回 AMD AWARD BestDirector賞[7]

## 小説
本作には二種類の小説版がある。2002年にはメディアファクトリー MF文庫Jから大場惑著による小説版が（以後、この新装版が発売）、2006年にはエンターブレインから加納新太による新小説版「『ほしのこえ』 あいのことば / ほしをこえる」が発売されている。
- ほしのこえ The voices of a distant star
  - 著者は大場惑。
    - MF文庫Jより刊行。イラストは柳沼行。
    - MF文庫ダ・ヴィンチより刊行。イラストは竹岡美穂。
    - 角川文庫より刊行。
    - 角川つばさ文庫より刊行。イラストはちーこ。

- ほしのこえ あいのことば/ほしをこえる
  - 著者は加納新太。
    - エンターブレインより刊行。

## 漫画
2005年2月には講談社アフタヌーンKCから佐原ミズによる漫画版が刊行されている。

## 舞台
劇団ユニットキャットミント隊の第7回公演として2015年4月23日 - 27日、全10公演がCBGKシブゲキ!!にて行われた。同劇団の拝田ちさとによる脚本・演出で、朗読劇でも芝居でもない「朗読×劇」というスタイルで行われた。音楽は劇場版と同じく天門が担当。
ミカコ役は小松未可子、根岸愛（PASSPO☆）、新垣里沙（特別出演）、ノボル役は井上正大、河原田巧也、梅原裕一郎のトリプルキャスト。ほか、舞台版オリジナルのキャラクターとして、反橋宗一郎 (L.A.F.U.)、北山詩織、熊谷知花、北乃颯希、芦原優愛、梶原龍星が出演した。また、本編の前に桂三四郎による落語公演が行われた。
DVDソフト化も行われ、劇団ユニットキャットミント隊のオンラインショップにて販売されている。